# 尾白江町
尾白江町（おじろえちょう）は、鹿児島県薩摩川内市の町。旧薩摩郡川内町尾白江町、川内市尾白江町。郵便番号は895-0035。人口は450人、世帯数は206世帯（2020年10月1日現在）。

## 地理
薩摩川内市の本土側の南西部、木場谷川の流域に位置している。字域の北方には中福良町、隈之城町、南方には木場茶屋町、西方には都町、東方には矢倉町、山之口町、川永野町にそれぞれ接している。
字域の中央部を鹿児島本線が南北に通っているが、字域内には駅は所在していない。また、西端部を国道3号隈之城バイパスが並行して通っており、南西端部で南九州西回り自動車道の薩摩川内都インターチェンジの出入り口と交差する。
北部には薩摩川内市道百次青山線が東西に横断しており、その沿線に鯵島、田畑、永沼、馬場の集落が所在している。

## 歴史
1940年（昭和15年）2月10日に鹿児島県公報に掲載され、同日に施行された「 薩摩郡川内町、町名改稱竝區域變更」（鹿児島県告示）により「大字西手ヲ廢止シ其ノ區域中（中略）字竹中、迫畑、江袋、谷口、前原、杉島、田畑、別府、馬場、四反畑、芦谷、鳥越、王ノ前、橋ノ下、杭木、東町、寺田、榎田、字中塚ノ内（番地一覧略）ノ區域ヲ尾白江町（オシロエチヨウ）ト」することが鹿児島県知事によって許可され、薩摩郡川内町大字西手のうち字竹中、迫畑、江袋、谷口、前原、杉島、田畑、別府、馬場、四反畑、芦谷、鳥越、王ノ前、橋ノ下、杭木、東町、寺田、榎田の全域及び字中塚ノ内の一部の区域を以て川内町の町「尾白江町」が設置された。翌日の2月11日には薩摩郡川内町が単独で市制施行し川内市となった。
2004年（平成16年）10月12日に川内市、東郷町、入来町、祁答院町、樋脇町、下甑村、上甑村、鹿島村、里村が新設合併し薩摩川内市が設置された。この市町村合併に伴い設置された法定合併協議会において川内市の町・字については「現行通りとする。」と協定されたため、名称の変更は行われずに薩摩川内市の町となった。

### 字域の変遷
| 変更後           | 変更年             | 変更後           |
| ---------------- | ------------------ | ---------------- |
| 尾白江町（新設） | 1940年（昭和15年） | 大字西手（一部） |

## 人口
以下の表は国勢調査による小地域集計が開始された1995年以降の人口の推移である。
| 年                 | 人口 |
| ------------------ | ---- |
| 1995年（平成7年）  | 654  |
| 2000年（平成12年） | 609  |
| 2005年（平成17年） | 506  |
| 2010年（平成22年） | 498  |
| 2015年（平成27年） | 499  |
| 2020年（令和2年）  | 450  |

## 施設

### 公共
- 尾白江公民館

### 寺社
- 熊野神社

## 小・中学校の学区
市立小・中学校に通う場合、学区（校区）は以下の通りとなる。
| 大字     | 番地 | 小学校                   | 中学校                   |
| -------- | ---- | ------------------------ | ------------------------ |
| 尾白江町 | 全域 | 薩摩川内市立隈之城小学校 | 薩摩川内市立川内南中学校 |

## 交通

### 鉄道
字域の中央部を鹿児島本線が通っているが、駅は所在していない。最寄りの駅は隈之城駅または木場茶屋駅である。

### 道路
一般国道
- 南九州西回り自動車道（川内道路、国道3号バイパス）
  - 薩摩川内都インターチェンジ

- 国道3号隈之城バイパス